# معلومات مستخدم

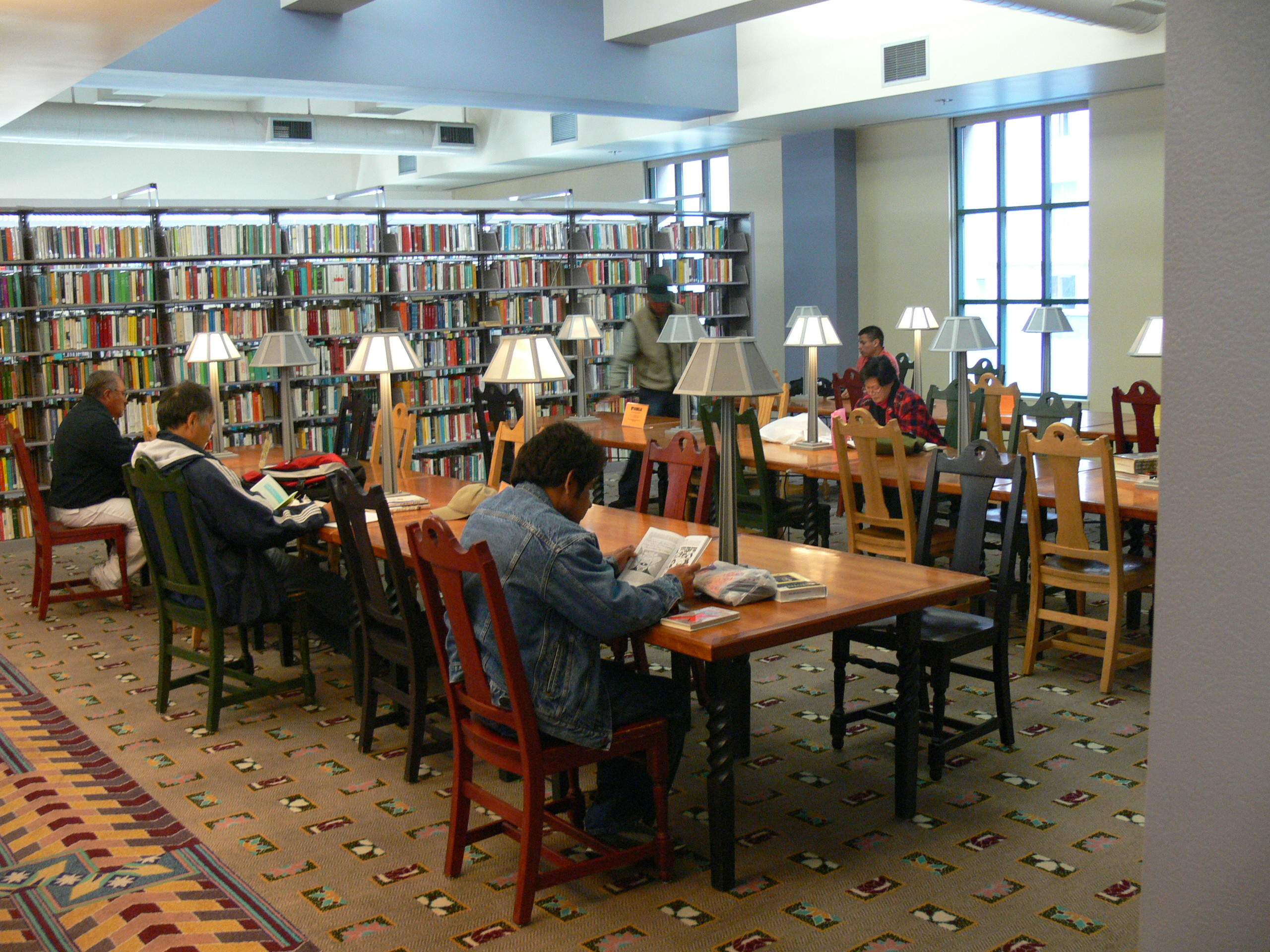

معلومات المستخدم هي المعلومات المنقولة عبر واجهة وظيفية بين مستخدم المصدر ونظام الاتصال عن بعد للتسليم إلى مستخدم الوجهة.
في أنظمة الاتصالات، وتشمل معلومات المستخدم المعلومات العلوية للمستخدم.